# 內耳
内耳（英語：Inner ear）是耳的解剖结构的一部分，含有人体听觉和平衡觉的感受器。内耳处于颞骨空腔中，其最主要的结构是骨迷路，由前庭系统和耳蜗构成。内耳连接着前庭耳蜗神经，其中前庭神经传递平衡觉信息、耳蜗神经传递听觉信息。

## 结构

### 前庭系统
前庭系统是平衡觉的末梢器官，负责对头部的线性加速度和角加速度的传感。前庭系统内包括半规管，连接着前庭神经。
前庭系统的异常可导致头晕、眩晕等问题。

### 耳蜗
耳蜗是听觉的末梢器官，致力于听觉，负责将来自外耳和中耳的机械振动（即声音）转换为神经信号。耳蜗中的柯蒂氏器负责转换声压模式为电信号，然后通过听觉神经（耳蜗神经）传递给大脑。
耳蜗的异常导致感觉神经性耳聋等问题。

## 图片

人耳解剖
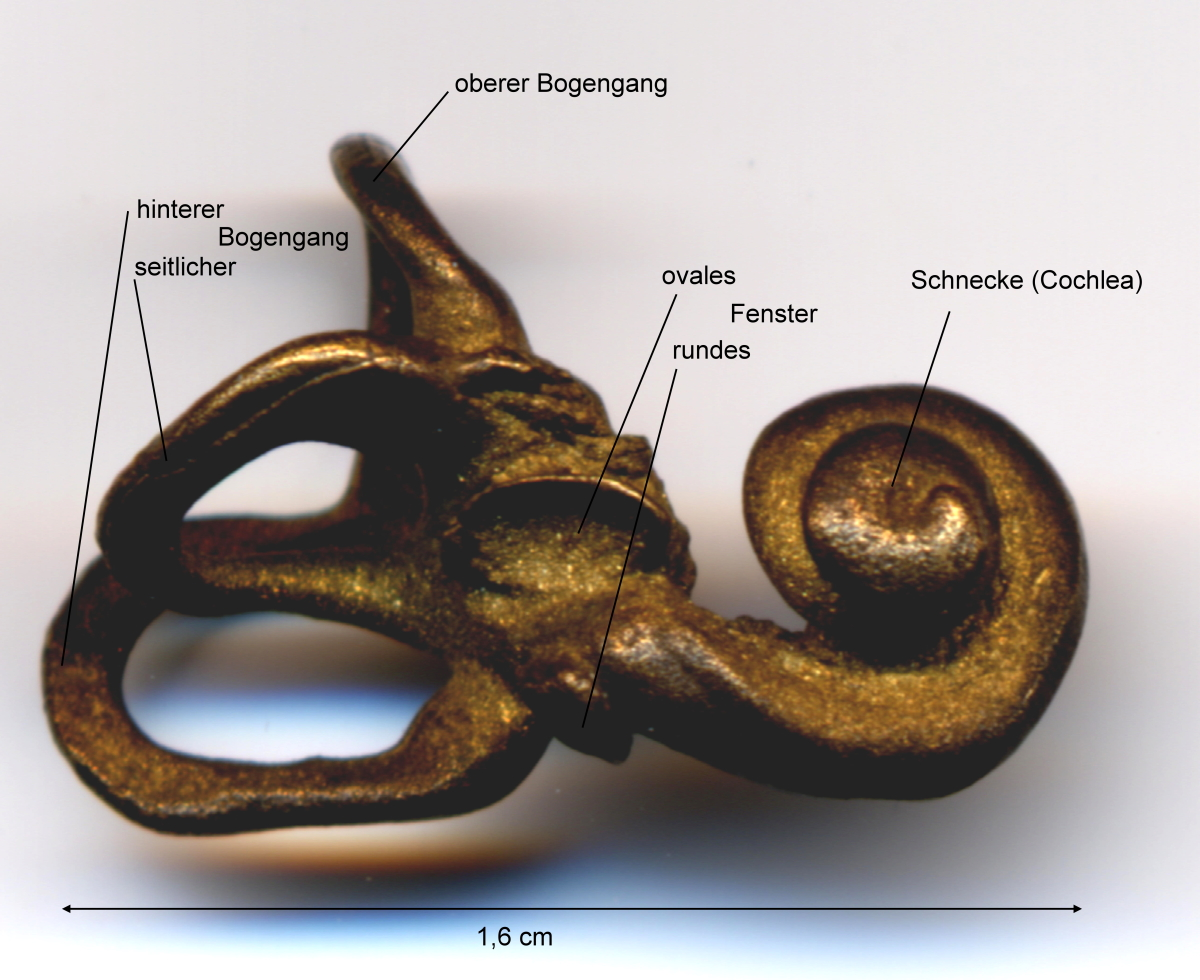
骨迷路
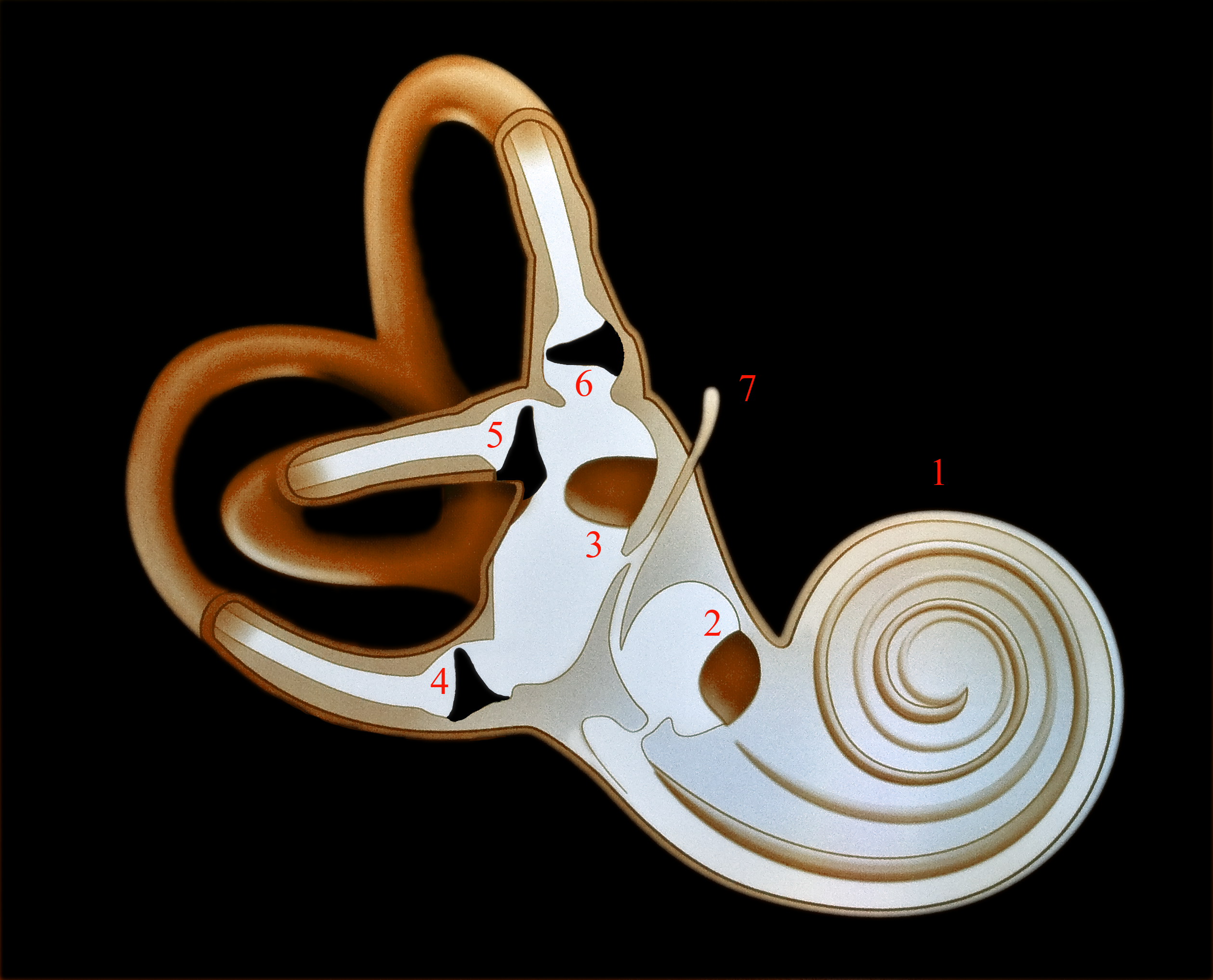
内耳
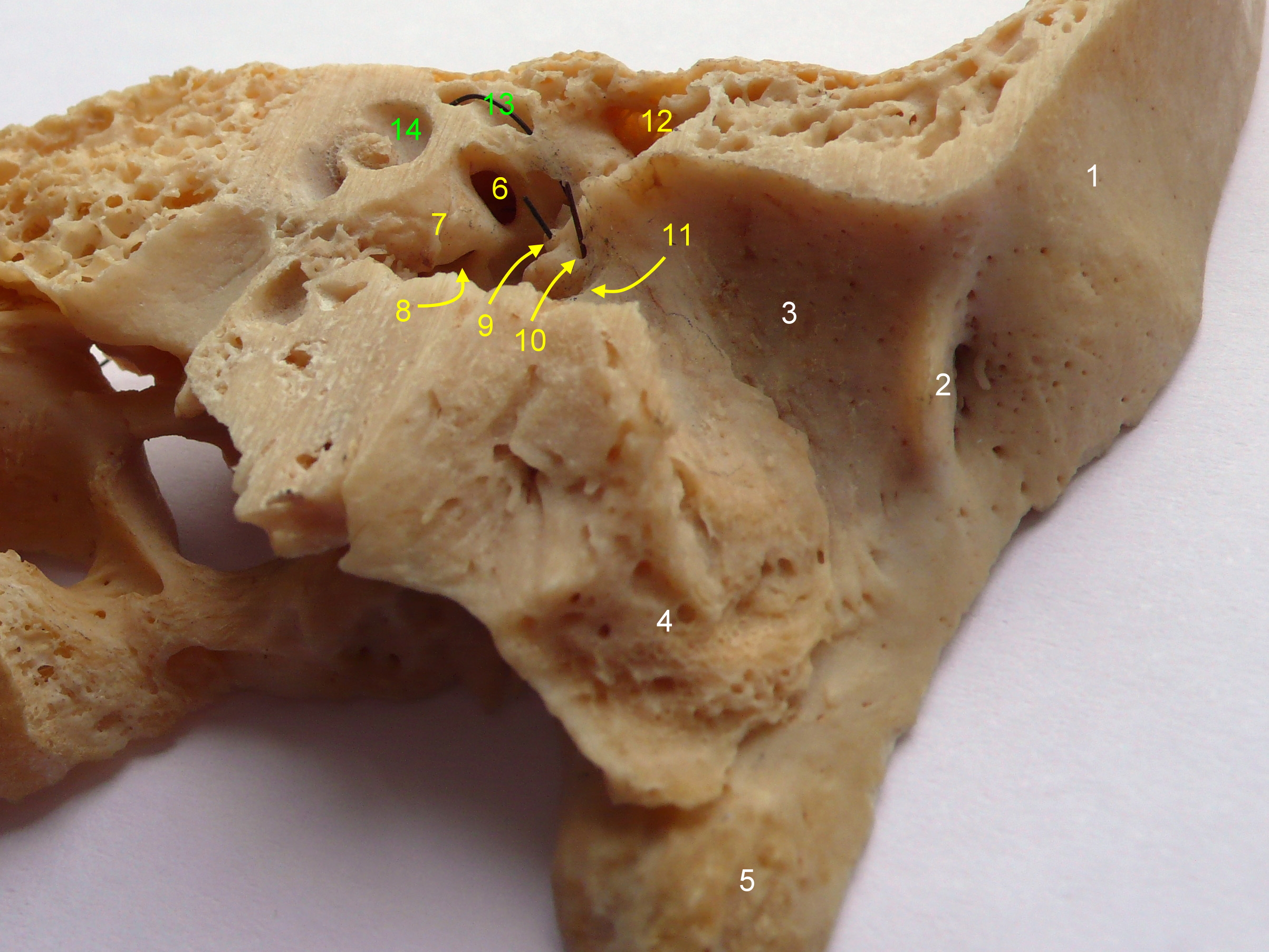